# Die verwünschte Burg
Die verwünschte Burg ist ein Märchen. Es ist in den Irischen Elfenmärchen der Brüder Grimm an Stelle 22 enthalten, die sie 1825 aus Fairy legends and traditions of the South of Ireland von Thomas Crofton Croker übersetzten.

## Inhalt
Ein Besucher der Insel Bawn Horne besichtigt 1820 beim Jagen die Burg von Ballinatotty am Fluss Currihihn, von der der böse Donough O’Brian seine Frau zu Tode stürzte, weil sie ihm den Mord an ihrem Bruder vorhielt. Von einer Hündin aus einer Schlafkammer die Treppe hinuntergejagt, stürzt der Besucher durch einen verwitterten Fußboden. Die Bauernleute, bei denen er zur Besinnung kommt, berichten von den Púcas in Gestalt der Fledermäuse, die ihn hatten stürzen lassen.
Der Text ist bei Grimm ohne Anmerkung.